# Шилутський район
Шилутський район (Шилутське районне самоврядування; лит. Šilutės rajono savivaldybė) — адміністративна одиниця  Клайпедського повіту  Литви.

## Населені пункти
- 1 місто — Шилуте;
- 7 містечок — Гардамас, Катічяй, Кінтана, Русні, Швекшна, Вайнутас і Жемайчу-Науместіс;
- 311 село.

Чисельність населення (2001):
- Шилуте — 21 476
- Швекшна — 2 053
- Жемайчу-Науместіс — 1 716
- Русні — 1 642
- Тракседжяй посилання — 1 246
- Юкнайчяй — 1 106
- Вайнутас — 993
- Мацікай — 967
- Саугос — 945
- Рагріняй — 934

## Адміністративний поділ
Шилутський район підрозділяється на 11  староств:
- Вайнутське (лит. Vainuto seniūnija; адм. Центр: Вайнутас);
- Гардамське (лит. Gardamo seniūnija; адм. Центр: Гардамас);
- Жемайчу-Науместське (лит. Žemaičių Naumiesčio seniūnija; адм. Центр: Жемайчу-Науместіс);
- Катічяйське (лит. Katyčių seniūnija; адм. Центр: Катічяй);
- Кінтайське (лит. Kintų seniūnija; адм. Центр: Кінтай);
- Руснеське (лит. Rusnės seniūnija; адм. Центр: Русне);
- Саугозьке (лит. Saugų seniūnija; адм. Центр: Саугос);
- Усенайське (лит. Usėnų seniūnija; адм. Центр: Усенай);
- Швекшнське (лит. Švėkšnos seniūnija; адм. Центр: Швекшна);
- Шилутське (лит. Šilutės seniūnija; адм. Центр: Шилуте);
- Юкнайчяйське (лит. Juknaičių seniūnija; адм. Центр: Юкнайчяй).